# Giancarlo Cazzaniga
Giancarlo Cazzaniga (Monza, 20 settembre 1930 – Milano, 5 dicembre 2013) è stato un pittore italiano, esponente del Realismo esistenziale.

## Biografia
Cazzaniga nasce a Monza in una famiglia modesta. Il padre è un operaio che lavora per la società Hensemberger e non può permettersi di finanziare gli studi artistici del figlio. Cazzaniga inizia a lavorare come verniciatore a Milano e poi nel 1950 s'iscrive all'Accademia d'Arte Cimabue e intesse i primi incontri formativi. L'amicizia col giornalista e critico d'arte Aurelio Sioli lo introduce alla famosa latteria delle sorelle Pirovini, in via Fiori Chiari e all'ambiente artistico che lì si ritrova.
Frequenta anche l'Accademia di Brera e gli ambienti ittellettuali sviluppando rapporti con personaggi come Alfredo Chighine, Ennio Morlotti, Roberto Crippa, Cesare Peverelli, Tino Vaglieri, Emilio Tadini, ma anche Piero Manzoni, Enrico Castellani, Giuseppe Ajmone. Con Bepi Romagnoni, Mino Ceretti, Gianfranco Ferroni, Giuseppe Guerreschi, Tino Vaglieri, Floriano Bodini, Giuseppe Banchieri, fu uno degli animatori di quel gruppo definito poi Realismo esistenziale.
Giancarlo Cazzaniga era un assiduo frequentatore di quei locali come il Santa Tecla e il Bar Jamaica, dove entra in contatto con artisti e intellettuali: da Lucio Fontana a Luciano Minguzzi, Leonardo Sciascia fu un suo caro amico, incontra Franco Cerri, grande jazzista italiano con il quale intesse un'amicizia durata tutta la vita che gli permette di conoscere maestri del jazz come Chet Baker, John Coltrane e Miles David ma anche Giorgio Gaber, Enrico Intra e Enzo Jannacci divennero suoi miti e frequentazioni.
La sua prima mostra personale si è tenuta a Brescia nel 1957, mentre nel 1958 espone a Milano, alla Permanente, invitato alla mostra “Giovani Artisti Italiani”. Il suo periodo di maggior notorietà sono gli anni Sessanta, con due presenze alla Biennale di Venezia – nel 1962 e nel 1966 – e una alla Quadriennale di Roma, nel 1965.
La produzione artistica dell'artista si sviluppa dal 1957 con i primi Interni di Studio, le periferie, i Jazz Men fino al periodo più luminoso della sua pittura naturalistica che inizia circa nel 1965. Amava dipingere girasoli, erica, glicini, paesaggi marina e le ginestre tipiche della zona di Portonovo dove trascorreva lunghi periodi. Amava utilizzare la carta come supporto alle sue opere e non esitava a produrre anche delle incisioni, 16 delle quali sono conservate al British Museum.
Il percorso espositivo è intenso e qualificato, delineando in Giancarlo Cazzaniga il profilo di un protagonista dell'arte contemporanea italiana. L'attività, scandita da presenze in sedi di rilievo istituzionale e da esposizioni tenute anche all'estero, è corredata della partecipe attenzione della critica d'arte e della stampa in costante parallelo all'evoluzione della sua pittura.

## Premi e riconoscimenti
- Nel 1955 con l'opera Riposo[9] e nel 1957 con l'opera Calabria '57 riceve il Premio Suzzara[10].
- Nel 1959, a Milano, vince il Premio San Fedele.
- Nel 1994 riceve il Premio biennale Città di Jesi–Rosa Papa Tamburi[11]